# Evighedsblomst (Helichrysum)
Evighedsblomst (Helichrysum) er en slægt med ca. 600 arter, som er udbredt i Afrika, Madagaskar, Australasien, Asien og Europa. Arterne kan være énårige, stauder eller buske.
Bladene er smalt elliptiske til lancetformede. De er flade og dunhårede på begge sider. Blomsterbunden er ofte glat med en frynset kant. Blomsterne ligner i øvrigt Okseøje i bygningen. De kan have alle mulige farver, undtagen blå. Frugterne er nødder med en kort fnok.
Her omtales kun de arter, som er vildtvoksende i Danmark, eller som dyrkes eller forhandles her.
| Beskrevne arter |

- Grå evighedsblomst (Helichrysum petiolare)
- Gul evighedsblomst (Helichrysum arenarium)
- Karryplante (Helichrysum italicum)

| Andre arter |

- Helichrysum adenophorum
- Helichrysum amorginum
- Helichrysum argyrosphaerum
- Helichrysum asperum
- Helichrysum aureum
- Helichrysum bellidioides
- Helichrysum blandowskianum
- Helichrysum kirkii
- Helichrysum maracandicum
- Helichrysum orientale
- Helichrysum plicatum
- Helichrysum rupestre
- Helichrysum stoechas

- Xeranthemum annuum Arkiveret 19. oktober 2011 hos  Wayback Machine photo